# Doesburgella
Doesburgella is een geslacht van wantsen uit de familie van de Reduviidae (Roofwantsen). Het geslacht werd voor het eerst wetenschappelijk beschreven door Rédei & Jindra in 2013.

## Soorten
Het genus bevat de volgende soort:

- Doesburgella dilatata Rédei & Jindra, 2013